# Cicurí
Cicurí (en llatí: Cicurinus) va ser un cognomen emprat per dues famílies patrícies de la gens Vetúria. Marc Terenci Varró diu que van obtenir el seu nom per la seva disposició tranquil·la i mansueta (cicur vol dir domesticat). Hi va haver dues branques de la gens que portaren aquest cognomen: els Veturi Gemin Cicurí i els Veturi Cras Cicurí.
Alguns personatges destacats van ser:
- Branca dels gèmins:
  - Publi Veturi Gemin Cicurí, cònsol el 499 aC.
    - Gai Veturi Gemin Cicurí, cònsol el 455 aC, fill de l'anterior.

  - Tit Veturi Gemin Cicurí, cònsol el 494 aC, germà de Publi.
    - Tit Veturi Gemin Cicurí, cònsol el 462 aC, fill de l'anterior.
- Branca dels Cras, de relació desconeguda amb els anteriors i entre ells:
  - Espuri Veturi Cras Cicurí, decemvir romà el 451 aC.
  - Espuri Veturi Cras Cicurí, tribú amb potestat consolar el 417 aC.
  - Marc Veturi Cras Cicurí, tribú amb potestat consolar el 399 aC.
  - Gai Veturi Cras Cicurí, tribú amb potestat consolar el 377 aC i 369 aC.
  - Luci Veturi Cras Cicurí, tribú amb potestat consolar el 368 aC i 367 aC.